# عاطفه (فیلم ۱۹۷۲)
عاطفه (به هندی: Anuraag) فیلمی محصول سال ۱۹۷۲ و به کارگردانی شاکتی سامانتا است. در این فیلم بازیگرانی همچون وینود مهرا، نوتان، آشوک کومار، موشومی چاترجی و نظیر حسین ایفای نقش کرده‌اند.